# سد کنگیر
سد کنگیر، یک سد خاکی با هسته رسی بر روی رود کنگیر در فاصله ۲۵ کیلومتری شمال غرب شهر ایوان در استان ایلام است که بر روی تنگه‌ای به اسم تنگ شمیران ساخته شده است. حجم مخزن این سد ۱۹.۶ میلیون متر مکعب است.
در کنار دریاچه سد کنگیر محوطه باستانی گنبد جهانگیر قرار دارد. همچنین در کنار دریاچه سد مجتمع اقامتی و گردشگری کیان قرار دارد که دارای امکانات رفاهی و سوییت های اقامتی لوکس و امکانات بازیهای آبی مانند قایق سواری موتوری و پدالی و شهربازی است.

## اهداف
اهداف عمده ساخت سد کنگیر بهره‌گیری از آب تنظیم شده جهت آبیاری اراضی کشاورزی دشت زرنه به وسعت ۲۰۰۰ هکتار، تأمین ۵ میلیون مترمکعب آب صنعت، اشتغال زایی در منطقه، کنترل آب‌های مرزی و بهبود بخشیدن به وضعیت زیست در منطقه بوده است.

## مشخصات
سد مخزنی کنگیر از نوع خاکی با هسته رسی است که طول تاج آن ۷۴۵ متر، عرض تاج ۱۲٫۵ متر و ارتفاع سد از پی۴۲ متر است. تنظیم آب سالیانه سد به میزان ۱۹.۶ میلیون متر مکعب است و کنترل آبهای مرزی از جمله اهداف احداث سد کنگیر است. حجم مخزن سد در تراز نرمان ۱۹ میلیون متر مکعب است.
ساخت این سد ابتدا در سال ۱۳۷۵ کلنگ زنی شد و عملیات ساخت در سال ۱۳۷۸ آغاز شد ولی با پیشرفت زیادی همراه نبود تا اینکه در سال ۱۳۹۱ مؤسسه سازندگی بعثت وارد کار ساخت این سد شد و در طی ۳ سال ساخت سد تکمیل شد.
وجود فروچاله در محدوده مخزن که آزمایش ردیابی انجام شد و مشکلی تاکنون هویدا نشده‌است

## کشف آثار باستانی در منطقه
در زمان آبگیری سد، نگرانی‌هایی در مورد آبگیری دریاچه سد پیش از کاوش تمام مناطق دارای ارزش تاریخی مطرح شد.
کاوش محوطه‌های باستانی موجود در حوضه آبگیر سد کنگیر منجر به کشف کوشک متعلق به دوره ساسانی (در محوطه باستانی ۱۵ هکتاری گنبد جهانگیر در حاشیه رود کنگیر بین در بخش زرنه و در بین روستاهای سرتنگ علیا و سفلی)، سفال‌های شاخص دوره اوروک، سازه‌های معماری عشایری، ۳ بنای بزرگ، کوره سفال پزی، هاون‌های سنگی، پیه‌سوز مفرغی و… انجامید.
در زمان آبگیری با توافق با شرکت آب منطقه‌ای ایلام مقرر شد به دلیل وجود اهداف علمی و پرسش‌های مهم در مورد محوطه های باستانی اطراف سد کنگیر، تراز نرمال آب رود کنگیر در ۱۰۲۲.۵ متر باقی بماند و تنها تا این ارتفاع آبگیری انجام شود. در سال ۱۳۹۸  فصل چهارم و‌ آخر کاوش محوطه گنبد جهانگیر که در حاشیه دریاچه سد کنگیر قرار داشت انجام شد.

## نگارخانه
.